# Rhodine loveni
Rhodine loveni é uma espécie de anelídeo pertencente à família Maldanidae.
A autoridade científica da espécie é Malmgren, tendo sido descrita no ano de 1865.
Trata-se de uma espécie presente no território português, incluindo a sua zona económica exclusiva.